# Frans Wilhelm Lindqvist
Frans Wilhelm Lindqvist (1862 – 1931) foi um inventor sueco. Desenhou e produziu o primeiro fogão portátil a querosene operado por um compressor de ar. Foi o fundador da companhia Primus AB, produtora do fogão.

## Biografia
Lindqvist nasceu em Västergötland, e viveu em Gothenburg por alguns anos antes de mudar-se para Estocolmo, onde começou a trabalhar para uma empresa chamada AB Separator. Inspirado por um amigo de trabalho, ele e seu irmão começaram a desenvolver um projeto para um novo fogão a querosene. Através da vaporização da querosene, era possível obter a combustão que gerasse uma forte chama sem tanta fumaça.